# Bonapruncinia sanctaehelenae
Bonapruncinia sanctaehelenae Benoit, 1977 è un ragno appartenente alla famiglia Thomisidae.
È l'unica specie nota del genere Bonapruncinia.

## Etimologia
Il nome proprio della specie deriva dalla traslitterazione latina della località di rinvenimento: l'isola di Sant'Elena

## Distribuzione
L'unica specie oggi nota di questo genere è stata rinvenuta sull'isola di Sant'Elena.

## Tassonomia
Dal 1977 non sono stati esaminati altri esemplari, né sono state descritte sottospecie al 2014.